# Disgaea: Hour of Darkness
Disgaea: Hour of Darkness est un jeu vidéo de type tactical RPG développé par Nippon Ichi Software puis édité par Atlus aux États-Unis et Koei en Europe, sorti sur PlayStation 2 en 2003. Le jeu est réédité en décembre 2007 sur PSP et est sous-titré Afternoon of Darkness. Puis en juin 2008 sur Nintendo DS, renommé Disgaea DS. Une version pour téléphones portables est aussi sortie au Japon fin 2006.
Une suite, Disgaea 2: Cursed Memories, est sortie en 2006 sur PlayStation 2.

## Synopsis
Le prince Laharl se réveille au bout de plusieurs années de sommeil. À son réveil, il apprend que son père, le roi, est décédé et que de nombreuses disputes ont lieu pour savoir qui va monter sur le trône.
Le prince décide alors de reconquérir son royaume.

## Système de jeu
Le gameplay de Disgaea se base sur des éléments considérés comme standards dans les T-RPG (tour par tour, "grille" de déplacement...) en y ajoutant de nombreux éléments qui lui sont propres (comme les Geo Symbols ou la possibilité de porter et lancer les personnages).
De plus, le jeu offre au joueur la possibilité de créer des personnages surpuissants à un point qui n'avait encore jamais été atteint jusque-là (ainsi, le niveau maximum est 9999 et il est possible d'infliger plusieurs dizaines de millions de points de dégâts en un coup). Comme par exemple la division en deux temps d'une attaque possible par une comme "Execute" et une "End Turn"

### Les menus
Très classiques, ils permettent de gérer l'équipe (équipement, visualisation des caractéristiques...) ou les paramètres du jeu.

### Le château
En dehors des combats et des cutscenes, le joueur contrôle Laharl. Il peut le déplacer à loisir dans son château et engager la conversation avec les divers PNJ qui s'y trouvent. Certains d'entre eux sont uniquement présents pour le décorum tandis que d'autres sont très importants. Ces derniers donnent en effet accès à divers aspects du jeu.

#### LeGate Keeper
C'est ici que le joueur choisit (dans une liste) le prochain combat auquel il participera.
Seule la dernière partie de l'histoire est accompagnée d'une cinématique de présentation. Il est impossible de rejouer une cinématique d'un stage déjà réussi.
À noter : si on refait des stages boss déjà réussis, on affrontera des monstres plus rares et plus puissants que la moyenne à la place du boss précédemment vaincu.

#### Les magasins
Pour acheter et vendre des objets ou de l'équipement:
Il est possible, en passant par la "dark assembly", d'augmenter ou de baisser les caractéristiques et le prix des objets convoitées.
Les articles proposés changent à chaque fois que vous quittez la boutique.

#### L'hôpital
Pour soigner les personnages blessés et ressusciter les morts.
Le total des HP, SP et résurrections est enregistré et des cadeaux sont donnés à certains paliers.

#### LaDark Assembly
L'équivalent du Sénat dans le monde de Disgaea. On peut y émettre des propositions de loi qui sont ensuite votées par les sénateurs. Toutefois, puisque lesdits sénateurs sont des démons, il est possible d'acheter leur vote avec des pots-de-vin et puisque Laharl est lui aussi un démon, il peut décider de modifier le résultat d'un vote en tuant tous ceux qui ont voté contre lui si le nombre de voix total lui est défavorable, attention toutefois: les sénateur sont parfois des ennemis puissants.
Proposer une loi nécessite un certain nombre de points de mana, obtenus en tuant des ennemis.
Les lois possibles sont :
- Créer un nouveau personnage (créer un personnage qui deviendra l'élève de la personne proposant la loi, plus le personnage que l'on désire créer est fort plus le nombre de points de mana requis est élevé, votre équipe peut contenir jusqu'à 50 personnages)
- Supprimer un personnage (suppression du personnage et de son équipement, les personnages recrutés lors du scénario ne peuvent être supprimés)
- Changer de nom
- Transmigrer un personnage (c'est-à-dire le supprimer et transférer son âme dans un nouveau personnage qui conservera une partie de sa puissance et de ses techniques)
- Augmenter le Rang d'un personnage (en lui faisant affronter des examinateurs, ce qui lui permet de proposer davantage de lois, le rang peut aller jusqu'à 11)
- Tripler l'expérience reçue pour le prochain ennemi tué
- Commencer le combat suivant avec une bonus jauge déjà remplie au niveau 3
- Jour des Prinnies (seul vos prinnies peuvent combattre lors du prochain combat, mais de meilleures récompenses sont possibles)
- Budget militaire (extorquer de l'argent au sénateurs, le vote vous sera toujours défavorable quoique vous offriez aux sénateurs)
- Modifier le niveau moyen des ennemis (donc la difficulté des combats mais aussi les récompenses qui en résultent)
- Modifier l'inventaire des magasins
- Augmenter de 1 le nombre de contre-attaques du personnage
- Augmenter de 1 le déplacement du personnage
- Ouvrir l'accès à de nouvelles zones (Pays des prinnies, Grotte du calvaire, Monde des humains, Netherworld alternatif, Beaucastel)

Note: Certains sénateurs sont humanoïdes et ont un nom commençant par proxys. Ceux-là ne devront jamais être tués : ce sont eux qui vendent les objets, soignent... Il est conseillé de leur offrir un maximum de pots-de-vins. Si par hasard vous veniez à les tuer, vous pouvez cependant sauvegarder votre partie, quitter et charger, ramenant ainsi le sénateur à la vie.

### L'Item World
Dans Disgaea, il est possible d'« entrer » dans un objet. Le joueur doit alors effectuer un certain nombre de combats, et chaque victoire permet d'améliorer l'objet concerné.
De plus, les objets peuvent contenir des Residents (également nommés Specialists). Il s'agit en fait de bonus affectés à l'objet (par exemple : +15 en attaque). Lors de ses pérégrinations au sein de cet objet, le joueur peut rencontrer des personnages neutres qui correspondent à ces bonus. En les soumettant (en les tuant), le bonus est doublé et il peut être transféré à un autre objet. L'idée est donc de soumettre un maximum de ces Spécialistes et de tous les regrouper au sein d'un même objet, lequel se verra donc accorder un bonus important.
Chaque niveau terminé dans l'item world augmente de 1 le niveau de l'objet
Un objet normal peut atteindre jusqu'à 30 niveaux, un rare (nom en bleu) peut aller jusqu'à 50 et un légendaire (nom en jaune) va jusqu'à 100. Attention cependant car plus les niveaux augmentent, plus les résidents deviennent forts.
Vous ne pouvez quitter l'item world qu'a l'aide d'une sortie gency ou tous les 10 niveaux dans l'objet (terminer un niveau multiple de 10 vous permet d'obtenir une sortie gency)
Tous les 10 niveaux dans l'objet se trouve un général de l'objet un ennemi plus fort que les autres, aux niveaux 30 et 50 se trouvent un roi de l'objet nettement plus puissant que les autres résidents et enfin au niveau 100 se trouve le dieu de l'objet, un ennemi redoutable. Sur cet ennemi se trouve un objet très rare, pouvant être récupéré en le dérobant.
Il est important de noter que tuer l'Item General augmentera significativement les statistiques de votre objet au moment du décompte des niveaux gagnés.

## Spécialistes
Les spécialistes sont des monstres contenus dans les objets. Ils sont des "résidents neutres" de l'objet et peuvent par conséquent être attaqués par les autres monstres résidents. Afin de les "soumettre" et d'obtenir leurs capacités, il faut les tuer au corps à corps ou avec un sort. Ainsi, il existe plusieurs types de spécialistes qui augmentent les diverses compétences des personnages (statistiques, gain, modification...)
Tous les spécialistes disposent d'une limite au-delà de laquelle il est impossible d'augmenter plus encore les bonus de statistiques.
| Spécialistes     | Effets                                | Limite de niveau du spécialiste / Limite de gain |
| ---------------- | ------------------------------------- | ------------------------------------------------ |
| Diététicien      | Augmente les HP                       | 19998                                            |
| Maître           | Augmente les SP                       | 19998                                            |
| Gladiateur       | Augmente l'ATK                        | 19998                                            |
| Sentinelle       | Augmente la DEF                       | 19998                                            |
| Entraîneur       | Augmente la VIT                       | 19998                                            |
| Chirurgien       | Augmente la RES                       | 19998                                            |
| Tireur d'élite   | Augmente le HIT                       | 19998                                            |
| Coach            | Augmente la SPD                       | 19998                                            |
| Manager          | Augmente la Mana gagnée               | 300 / 600                                        |
| Maître d'armes   | Augmente le SKILL                     | 300 / 600                                        |
| Statisticien     | Augmente l'EXP gagnée                 | 300 / 600                                        |
| Courtier         | Augmente les HL gagnés                | 300 / 600                                        |
| Alchimiste       | Octroie l'effet "Poison"              | 100                                              |
| Hypnotiseur      | Octroie l'effet "Sommeil"             | 100                                              |
| Amnésique        | Octroie l'effet "Oubli"               | 100                                              |
| Gangster         | Octroie l'effet "Peur"                | 100                                              |
| Professionnel    | Augmente les chances de coup critique | ///                                              |
| Pharmacien       | Résistance au "Poison"                | 100                                              |
| Psychologue      | Résistance à l'"Oubli"                | 100                                              |
| Assistant social | Résistance à la "Peur"                | 100                                              |
| Cafetière        | Résistance au "Sommeil"               | 100                                              |
| Médecin          | Résistance à la "Paralysie"           | 100                                              |
| Aéronaute        | Affinité au vent (Résistance)         | 140                                              |
| Cryophile        | Affinité à la glace (Résistance)      | 140                                              |
| Pompier          | Affinité au feu (Résistance)          | 140                                              |

### Les combats
Comme dans la plupart des T-RPG, les combats constituent l'essentiel du temps de jeu. Leur gameplay de base est classique : carte en 3D isométrique avec gestion de l'altitude, déplacements sur une grille, tour par tour (le joueur joue tous ses personnages, puis tous les ennemis jouent, puis de nouveau le joueur, etc.), une seule action et un seul déplacement par tour et par personnage, etc.
Toutefois, là aussi, Disgaea apporte de nombreuses nouveautés.

#### Les attaques groupées
Elles peuvent prendre deux formes :
- Lorsque plusieurs personnages attaquent successivement un même ennemi, la puissance de leurs attaques augmente proportionnellement au nombre d'attaques déjà effectuées.
- Lorsqu'un personnage attaque un ennemi, il est possible que les personnages situés sur les cases adjacentes se joignent à lui.

#### LaJauge de Bonus
Il s'agit d'une jauge qui se remplit progressivement en fonction des actions du joueur. Selon son niveau de remplissage, le joueur aura droit à plus ou moins de bonus à la fin du combat (objets, expérience et/ou argent, cette liste de bonus est visible dans le menu et change à chaque carte). Pour la remplir il faut que les personnages effectuent des attaques enchainées sur un monstre. Lorsque 2 ou plusieurs personnages attaquent un monstre, une indication apparait sous la forme +X (X est le nombre de personnages qui ont participé au combat sans compter celui qui l'a engagé). Si un autre ennemi est attaqué, la jauge de bonus se remplit et l'indicateur disparait. Un autre moyen de remplir la Jauge de Bonus est de détruire des Geo Symbols qui peuvent changer la couleur des Geo Panels, en fonction du nombre de cases changées et des éventuels Geo symbols présent sur ces cases, la Jauge de Bonus se remplit.

#### Porter/lancer
Les personnages humanoïdes contrôlés par le joueur (humains, démons et anges) peuvent soulever un autre personnage, un ennemi  ou un Geo Symbol puis le lancer sur une autre case. Il est même possible de soulever et lancer un personnage qui en porte un ou plusieurs autres.
Ceci permet notamment de franchir des zones normalement interdites, de neutraliser un ennemi (tant qu'il est porté, il ne peut pas agir), de protéger un allié (tant qu'il est porté, les ennemis ne peuvent pas s'en prendre à lui) ou de couvrir de longues distances rapidement. Cependant, au début de votre tour, tout personnage portant un autre personnage sur ses épaules se verra infliger (vie totale du personnage porté/2) points de dégâts directs. Il est intéressant de noter que seuls les Voleurs peuvent lancer à 6 cases de distance. Avoir un ou deux voleurs dans votre équipe peut donc s'avérer être très pratique sinon nécessaire, notamment dans la Grotte du Calvaire.
Attention, si l'on envoie un ennemi sur un autre ennemi, ces deux adversaires fusionneront alors et celle-ci donnera naissance à un adversaire bien plus puissant.
Les Prinnies (des sortes de pingouins apparus dans Disgaea et repris dans d'autres jeux de Nippon Ichi) explosent à l'impact lorsqu'on les lance.
Si vous lancez un 'Geo Symbol' sur un ennemi ou inversement, le 'Geo Symbol' est détruit.

#### LesGeo Effects
La plupart des cartes sur lesquelles se déroulent les combats présentent des cases colorées et des objets en forme de pyramide eux aussi colorés. Il s'agit respectivement de Geo Panels (GP) et de Geo Symbols (GS).
Les GS permettent de donner une certaine caractéristique à tous les GP de la même couleur que celle sur laquelle ils sont placés (par exemple, si un GS "Invincibilité" est posé sur un GP rouge, alors tous les personnages situés sur des cases rouges sont invincibles). Les effets et les cases affectée par les GP sont visibles en ouvrant le menu n'importe où sur la carte.
De plus, lorsqu'un GS est détruit, les GP de la même couleur que celui où il était prennent la couleur du GS en infligeant des dégâts aux personnages qui s'y trouvent (exemple : si un GS vert est détruit sur un GP rouge, alors tous les GP rouges deviendront verts et tous les personnages qui sont sur ces GP rouges seront blessés).
Mais ce n'est pas tout : lorsqu'un GP qui contient un GS change de couleur, ce GS est automatiquement détruit, ce qui peut provoquer un nouveau changement de couleur. Il est donc possible de planifier des réactions en chaîne qui permettent de blesser sérieusement la plupart des ennemis et de remplir la Bonus Jauge.
À l'aide de ces réactions en chaine et du GS transparent qui à la propriété de faire disparaitre les GP de la couleur sur laquelle il se trouve lorsqu'il est détruit il est possible de faire disparaître tous les GP d'un niveau, ce qui provoque, en plus des dégâts infligés par les changements de couleurs des GP, une explosion qui blesse tous les ennemis même ceux qui ne se trouvent pas sur des GP
(par exemple si vous avez 4 couleurs de GP différentes et 4 GS dont un transparent placez les tous sur des GP de même couleur (de préférence une couleur dont vous n'avez pas de GS correspondant) puis détruisez en un, il faut que le GS transparent soit le dernier détruit donc éloignez le des autres GS, la réaction en chaine va changer la couleur des GP pour finalement les amener à tous avoir la même couleur qui sera effacée par le GS transparent)
Ce type d'effet peut souvent être réalisé dans « l'Item World », attention toutefois de ne pas laisser vos personnages sur des GP sinon il serons eux aussi blessés voire tués dans la réaction, les GS « invincibilité » et "pas de change" peuvent faire échouer une réaction (détruisez en premier les GS « pas de change » et placez les GS « invincibilité » sur des GP de couleur différente de celle que vous avez choisie ainsi que le GS transparent)
Le GS « pas de montée » peut également vous poser problème car il empêche de déplacer ennemis et GP, mais vous pouvez tout de même le déplacer avec certaines techniques d'attaque (par exemple: 'triple coup')

## Autres aspects dugameplay

### Degré de maîtrise (DdM) et niveau de maîtrise (NdM)
Chaque personnage humanoïde dispose d'un degré et d'un niveau de maîtrise pour chaque type d'arme : chaque fois que ce personnage se sert d'une arme, son expérience dans cette arme augmente d'une valeur correspondant à son DdM (par exemple, les archers ont un DdM élevé pour les arcs mais un DdM faible pour les haches).
En augmentant le NdM d'une arme le personnage devient plus efficace et a accès à certain coups spéciaux.

### Capture des monstres
Lors des combats, il est possible de lancer les ennemis "dans" la case à partir de laquelle le joueur déploie ses personnages. Si l'ennemi est un monstre, un combat se déroule automatiquement entre celui-ci et les personnages non déployés sur la carte. En cas de victoire, le monstre est capturé (il intègre l'équipe du joueur).

### Relation mentor/disciple
Lorsqu'un personnage passe une loi pour créer un nouveau personnage, ce dernier devient son disciple, ce qui permet au mentor de bénéficier de divers avantages lorsque son disciple gagne en puissance.
Il peut notamment apprendre les techniques du disciple, en se plaçant à côté de lui puis en utilisant la technique voulue jusqu'à l'amener au niveau 1 de maîtrise. Il pourra alors l'utiliser comme bon lui semble n'importe quand. 
Astuce : Faire d'un prêtre le mentor d'un mage peut se révéler un grand atout puisque vous lui permettrez de gagner ses niveaux seul sans avoir à l'équiper d'une autre arme.

## Équipe de développement
Après quelques jeux musicaux anecdotiques sur PS One, Nippon Ichi (ou N1) se fait connaître avec La Pucelle: Tactics, premier jeu d'une série de tactical RPG de plus en plus populaires. Disgaea remporte un vif succès aux États-Unis puis en Europe, et ouvre la voie aux tacticals suivants de la firme.

## Le dessin animé
Il existe un dessin animé reprenant l'univers et les personnages du jeu mais en modifiant un peu l'histoire de celui-ci.